# Banished (Computerspiel)
Banished (englisch für „verbannt“) ist ein Aufbauspiel für Microsoft Windows vom Entwicklerstudio Shining Rock Software aus dem Jahr 2014. Sein Fokus liegt auf dem Überleben einer isoliert lebenden Gemeinschaft.

## Handlung
In Banished beginnt der Spieler in einem neuzeitlichen Szenario mit einigen verbannten Siedlern und einem Bauhof. Anfangs gilt es, Holz, Steine und Eisenerz abzubauen und das umliegende Land zu roden, um Rohstoffe und Bauland zu gewinnen. Spielziel ist es, seine Siedler über die Winter zu bringen, vor dem Hungertod zu bewahren, für Zufriedenheit zu sorgen und sie mit Obdach, Nahrung, Kleidung und Brennholz zu versorgen und schließlich aus der anfangs kleinen Gemeinschaft eine florierende Stadt mit komplexen Wirtschaftskreisläufen zu formen. Im Gegensatz zu vielen anderen Aufbausimulationen kennt Banished keine Spielwährung, sondern Tauschhandel.

## Entwicklungsgeschichte
Alleiniger Entwickler ist der Spieldesigner Luke Hodorowicz unter dem Studionamen Shining Rock Software. Das Spiel wurde in C++ programmiert und steht als 32- und 64-Bit-Version mit Unterstützung für DirectX 9 und 11 für Microsoft Windows zur Verfügung. Hodorowicz erklärte, dass bei größerem Erfolg andere Plattformen folgen könnten.
Die Arbeiten am Spiel begannen im August 2011. Eine Veröffentlichung wurde für Ende 2013 angekündigt und erfolgte schließlich im Februar 2014. 
Im September 2017 verkündete der Entwickler in einem Blogpost, dass die Version 1.0.7 das letzte Update für Banished sein werde und er sich in Zukunft auf neue Spiele und Projekte konzentrieren wolle. Die Arbeit an den Versionen für Linux und macOS sei eingestellt.

## Mod Kit
Seit dem 26. August 2014 als Beta-Version und seit dem 4. November 2014 als stabile Version unterstützt das Spiel Modifikationen. Dazu hat Entwickler Hodorowicz ein sogenanntes „Mod Kit“ veröffentlicht, das es Spielern ermöglicht, interne Spielwerte zu bearbeiten. Auch die Integration neuer Waren, Betriebe und Berufe ist möglich. Banished unterstützt mehrere Modifikationen gleichzeitig, wozu die Modifikationen in eigene Dateien gekapselt werden und im Spiel einzeln eingeschaltet werden können. Seit das Mod Kit veröffentlicht wurde, werden auf verschiedenen Online-Plattformen diverse Mods angeboten.

## Pressespiegel
In deutschen PC-Spielemagazinen wird das Spiel wie folgt bewertet: GameStar kommt auf 80 % Spielspaß und zu einer Bewertung von „sehr gut“. 4Players gibt 83 % Spielspaß an, während PC Games den Spielspaß mit 76 % bewertet.